# Revival (альбом Селены Гомес)
| Оценки критиков      | Оценки критиков |
| Источник             | Оценка          |
| -------------------- | --------------- |
| AllMusic             | [ 1 ]           |
| Entertainment Weekly | B+              |
| Idolator             | [ 3 ]           |
| Newsday              | B+              |
| The Observer         | [ 5 ]           |
| Rolling Stone        | [ 6 ]           |
| Slant Magazine       | [ 7 ]           |
| USA Today            | [ 8 ]           |

Revival (с англ. — «Возрождение») — второй сольный студийный альбом американской певицы Селены Гомес; выпущен 9 октября 2015 года на лейблах Interscope Records и Polydor Records. Это первый проект Селены с новыми лейблами. В 2014 году она выпустила сборник хитов For You в качестве последнего альбома на лейбле Hollywood Records, а также свой последний сингл «The Heart Wants What It Wants».

## Запись альбома
В июле 2014 года была опубликована информация о выпуске сборника хитов Селены, а также сообщалось, что этот альбом станет последним, над которым она работала с Hollywood Records. В сентябре Hits Haley Double разместил статью о подписании контракта Гомес с лейблом Interscope Records, после семи лет работы с Hollywood. В то время Селена уже продала 2,8 миллиона копий альбомов и 18,1 млн синглов в США, включая работу с её группой Selena Gomez & The Scene, с которой она выпустила три студийных альбома. Несмотря на всевозможные анонсы, контракт не стал официальным до тех пор, пока сама Гомес не объявила об этом 13 декабря. Её последний альбом с предыдущим лейблом был выпущен 24 ноября 2014 года.
В ноябре Селена выложила фотографию с австралийской певицей Сиа, а также с подписью: «#2015», что сподвигло поклонников обеих певиц строить различные догадки по поводу их сотрудничества в будущем. В декабре в сети появились снимки из звукозаписывающей студии. Запись альбома велась в течение четырёх месяцев у неё дома, в отелях, и она была взволнована по поводу релизов в 2015 году. Немного позже была выложена фотография с диджеем Зеддом. Он написал в своём Твиттере, что ему было приятно познакомиться с Селеной, а также он выразил свои поздравления по поводу её нового альбома. В сети распространились слухи о сотрудничестве Гомес и Заславского после их совместной фотографии из студии (которая позже была удалена). В то же время диджей выложил фотографию Селены. 31 января 2015 года Гомес дала интервью для «Radio Disney», где рассказала о новом альбоме следующее: «Я думаю, что после четырёх альбомов я, наконец, чувствую себя уверенной, нежели ранее. У меня есть та уверенность, и я понимаю, о чём говорю. Сейчас это тот момент, когда я познала отношения и дружбу, путешествие или изучение. Это очень весело».
Затем певица добавила, что новый альбом будет отражать её «путешествие» за время двухлетнего музыкального перерыва. Кристина Гарибальди (MTV) писала, что в новом альбоме будут отражены различные темы, такие как отношения с Джастином Бибером, лечение в рехабе в 2014 году, окончание её дружбы с Деми Ловато, её жизнь в СМИ и отношения с Зеддом. Гомес говорила о работе над новым альбомом с Adidas Neo в мае. Она также рассказала поклонникам о записи альбома в Мексике, и что была рада такой поездке. 22 июня 2015 года Селена выпустила лид-сингл «Good for You» совместно с A$AP Rocky. В интервью на радио она призналась, что нашла свой новый уровень уверенности. Вдохновением для Селены послужили многие артисты, в их числе Джанет Джексон и NSYNC. Но главное вдохновение пришло от Stripped Кристины Агилеры.
После выпуска первого сингла Гомес анонсировала название нового альбома — «Revival», а также объявила дату выхода — 9 октября 2015 года. 10 сентября был выпущен второй сингл «Same Old Love», в котором Селена поёт о различных проявлениях любви.

## Синглы
«Good for You» (совместно с A$AP Rocky) был выпущен 22 июня 2015 года в качестве лид-сингла с альбома. Гомес объявляла о релиза с помощью тизеров песни на Инстаграме. Песня была хорошо оценена музыкальными критиками. В первую неделю было продано 179 000 копий, и это самый высокий показатель продаж за всю её карьеру.
«Same Old Love» была выпущена 10 сентября 2015 года вместе с предзаказом альбома на iTunes. Сингл дебютировал с 43 места в чарте Billboard Hot 100. Композиция вошла в Топ-5 данного чарта и стала второй композицией Селены в пятерке Billboard Hot 100.
В начале октября в интервью для USA Today Селена объявила, что, возможно, следующим синглом с альбома станет песня «Sober», однако композиция не стала синглом.
«Hands To Myself» была объявлена, как следующий сингл в декабре 2015. В этом же месяце Селена представила видеоклип на данную композицию. Премьера клипа состоялась 22 декабря на сервисе «Apple Music». Пиковая позиция сингла в авторитетном чарте Billboard Hot 100 — #7. Продажи сингла в США уже превышают 560,000 копий.
«Kill Em' With Kindness» стала четвёртым синглом в поддержку альбома. 3 мая 2016 года трек был отправлен на радиостанции США.

## Продвижение
Селена сообщила название нового альбома 22 июля 2015 года в честь своего 23-летия. 9 сентября Гомес опубликовала ряд видеороликов, показывающих официальный трек-лист пластинки. 16 сентября состоялась специальная встреча с фанатами, которые смогли услышать некоторые песни из нового альбома до релиза. 2 октября был выпущен промосингл «Me & The Rhythm».
6 мая 2016 года начался мировой тур «Revival World Tour» в поддержку альбома.

## Продажи
В Соединённых Штатах Америки альбом дебютировал с первой строчки Billboard 200 с продажами 117 000 копий (86 000 — чистые продажи), став вторым № 1 в сольной карьере Гомес. Это также дало ей самую высокую первую неделю продаж в октябре 2015 года. На второй неделе альбом опустился до седьмой строчки с продажами в 46 000 копий. По данным на апрель 2016 года, пластинка продалась тиражом в 333 000 копий в США. Revival получил золотую сертификацию от RIAA, скомбинировав чистые продажи с учётом стриминга, и общие продажи составили более 500 000 копий.
Revival стал седьмым самым продаваемым женским альбомом в мире за 2015 год, продавшись более, чем в 600 000 копий за три месяца по всему миру. Также альбом занял восьмое место в списке самых продаваемых женских альбомов 2015 года в США.

## Список композиций
| №   | Название                              | Автор(ы)                                                                                             | Продюсеры                                               | Длительность |
| --- | ------------------------------------- | --- | ------------------------------------------------------- | ------------ |
| 1.  | «Revival»                             | Selena Gomez Tim James Antonina Armato Justin Tranter Julia Michaels Chauncey Hollis Adam Schmalholz | Rock Mafia Hit-Boy                                      | 4:06         |
| 2.  | «Kill Em' With Kindness»              | Gomez James Armato Бенджамин Левин Dave Dwiggins                                                     | Rock Mafia Dave Audé                                    | 3:37         |
| 3.  | «Hands to Myself»                     | Tranter Michaels Robin Fredriksson Mattias Larsson Max Martin                                        | Martin Mattman & Robbin                                 | 3:20         |
| 4.  | «Same Old Love»                       | Ross Golan Levin Charlotte Aitchison Mikkel S. Eriksen Tor Erik Hermansen                            | Stargate Benny Blanco                                   | 3:49         |
| 5.  | «Sober»                               | Chloe Angelides Jacob Kasher Michaels Hermansen Eriksen                                              | Stargate                                                | 3:14         |
| 6.  | «Good for You» (featuring A$AP Rocky) | Tranter Michaels Rakim Mayers                                                                        | Sir Nolan Nick Monson ASAP Rocky [a] Hector Delgado [a] | 3:41         |
| 7.  | «Camouflage»                          | Badrilla Bourelly Chris Braide                                                                       | Braide                                                  | 4:09         |
| 8.  | «Me & The Rhythm»                     | Gomez Tranter Michaels Fredriksson Larsson                                                           | Mattman & Robin                                         | 3:33         |
| 9.  | «Survivors»                           | Golan Steve Mac                                                                                      | Mac                                                     | 3:41         |
| 10. | «Body Heat»                           | Gomez Armato James Hollis Tranter Michaels                                                           | Rock Mafia                                              | 3:27         |
| 11. | «Rise»                                | Gomez Armato James Hollis Schmalholz                                                                 | Rock Mafia Hit-Boy                                      | 3:03         |

| №   | Название          | Автор(ы)                       | Producer(s) | Длительность |
| --- | ----------------- | ------------------------------ | ----------- | ------------ |
| 12. | «Me and My Girls» | Gomez Armato James Matt Morris | Rock Mafia  | 3:30         |
| 13. | «Nobody»          | Michaels Shane Stevens Monson  | Monson      | 3:37         |
| 14. | «Perfect»         | Tranter Michaels Felix Snow    | Snow        | 4:02         |

| №   | Название                | Автор(ы)                                        | Продюсеры | Длительность |
| --- | ----------------------- | ----------------------------------------------- | --------- | ------------ |
| 15. | «Outta My Hands (Loco)» | Tim James Armato Gomez                          |           | 3:31         |
| 16. | «Cologne»               | Gomez Chloe Angelides Ross Golan Mikkel Eriksen |           | 3:54         |

## Чарты
| Чарт (2015)                         | Высшая позиция |
| ----------------------------------- | -------------- |
| Аргентина (CAPIF)                   | 5              |
| Австралия (ARIA)                    | 3              |
| Австрия (Ö3 Austria)                | 13             |
| Бельгия/Фландрия (Ultratop)         | 6              |
| Бельгия/Валлония (Ultratop)         | 8              |
| Бразилия (ABPD)                     | 3              |
| Канада (Canadian Albums Chart)      | 2              |
| Чехия (ČNS IFPI)                    | 15             |
| Дания (Hitlisten)                   | 6              |
| Нидерланды (Album Top 100)          | 6              |
| Финляндия (Suomen virallinen lista) | 23             |
| Франция (SNEP)                      | 8              |
| Германия (Offizielle Top 100) ·     | 12             |
| Венгрия (MAHASZ)                    | 38             |
| Греция (IFPI)                       | 1              |
| Ирландия (IRMA)                     | 9              |
| Италия (Classifica album)           | 8              |
| Мексика (AMPROFON)                  | 3              |
| Новая Зеландия (RMNZ)               | 2              |
| Норвегия (VG-lista)                 | 2              |
| Польша (ZPAV)                       | 48             |
| Португалия (AFP)                    | 3              |
| Шотландия (Scottish Albums Chart)   | 14             |
| Испания (PROMUSICAE)                | 6              |
| Швеция (Sverigetopplistan)          | 8              |
| Швейцария (Schweizer Hitparade)     | 10             |
| Китайская Республика (Five Music)   | 2              |
| Великобритания (UK Albums Chart)    | 11             |
| США (Billboard 200)                 | 1              |

| Чарт (2015)      | Позиция |
| ---------------- | ------- |
| US Billboard 200 | 137     |

## Сертификации и продажи
| Регион | Сертификация          | Продажи   |
| --- | --------------------- | --------- |
| Австралия (ARIA) | Платиновый            | 70 000    |
| Австрия (IFPI Austria) | Платиновый            | 15 000*   |
| Бразилия (ABPD) · Deluxe | 3× Платиновый         | 120 000   |
| Канада (Music Canada) | Золотой               | 40 000^   |
| Чили | Золотой               | 5,000     |
| Дания (IFPI Danmark) | 2× Платиновый         | 40 000    |
| Мексика (AMPROFON) | 2× Платиновый+Золотой | 150 000^  |
| Норвегия (IFPI Norway) | 3× Платиновый         | 60 000*   |
| Польша (ZPAV) | Платиновый            | 20 000    |
| Сингапур (RIAS) | Платиновый            | 10 000*   |
| Швеция (GLF) | Платиновый            | 40 000    |
| Великобритания (BPI) | Золотой               | 100 000   |
| США (RIAA) | Платиновый            | 1 000 000 |
| * Данные о продажах приведены только на основе сертификации. · ^ Данные о тиражах приведены только на основе сертификации. · Данные о продажах + прослушиваниях приведены только на основе сертификации. |                       |           |

## История релиза
| Страна   | Дата            | Издание            | Формат                  | Лейбл                        | Источники     |
| -------- | --------------- | ------------------ | ----------------------- | ---------------------------- | ------------- |
| Весь мир | 9 октября 2015  | Стандартное Делюкс | CD цифровая дистрибуция | Interscope Polydor Universal | [ 35 ] [ 36 ] |
| Япония   | 16 октября 2015 | Делюкс             | CD/DVD                  | Universal                    | [ 83 ]        |
| США      | 4 декабря 2015  | Делюкс             | Box set                 | Interscope                   | [ 84 ]        |
| США      | 4 декабря 2015  | Стандартное Делюкс | LP                      | Interscope                   | [ 85 ] [ 86 ] |